# А как насчёт мужчин?
«А как насчёт мужчин?» (англ. What About Men?) — книга писательницы-феминистки Кейтлин Моран, опубликованная Ebury Publishing в 2023 году. В книге обсуждаются последствия использования порнографии мужчинами и интерес к Эндрю Тейту среди мальчиков-подростков.

## Критика
В статье для The Daily Telegraph Нина Пауэр комментирует, что Моран не принимает во внимание другие книги по этой теме, включая радиосериал BBC «Как быть мужчиной», а также отсутствие обсуждения трансгендерности.
В статье для UnHerd философ Кэтлин Сток отмечает, что мотивы написания книги были достойными восхищения, но в анализе есть недостатки. Кэтлин Сток критикует Моран за представление однородных концепций мужественности и женского поведения и отождествление всего спектра поведения женщин со своим собственным. Она не согласна с утверждением Моран о потенциальном влиянии половых различий в психологии на поведение мужчин и женщин. Сток утверждает, что восхваление мужественности К. Моран носит исключительно просоциальный характер и не представляет угрозы для женщин.
Пауэр сравнивает позицию Моран с концепцией ладетт в Соединённом Королевстве, которая узаконила поведение женщин, аналогичное мужскому, и утверждает, что книга аналогичным образом предполагает, что мужчины должны иметь возможность вести себя больше как женщины. Сток комментирует, что решения Моран проблем мужчин и мальчиков в основном основаны на поведении женщин, и хотя она считает, что многие аспекты этого поведения можно изучить, она считает, что, если в совокупности существуют биологические причины, такие вмешательства могут быть неэффективными для мужчин.
Сток критикует непристойный стиль письма Моран за частые шутки о сексуальном поведении. Пауэр отмечает, что книга бойкая, устаревшая и оскорбительная.